# Kendale McCullum
Kendale Deshawn McCullum (* 31. Mai 1996) ist ein US-amerikanisch-südsudanesischer Basketballspieler.

## Laufbahn
McCullum spielte als Heranwachsender Basketball an der Larkin High School in Elgin (US-Bundesstaat Illinois). Ab 2014 studierte und spielte er an der University of Wisconsin Parkside. Dort blieb er drei Jahre, 2017 wechselte er innerhalb der zweiten NCAA-Division an die Lewis University und damit nach Illinois zurück. Er musste in Folge des Hochschulwechsels ein Jahr im Spielbetrieb pausieren, in der Saison 2018/19 führte er die Mannschaft der Lewis University mit 16,4 Punkten je Begegnung an, darüber hinaus war er bester Vorlagengeber (6,3 je Begegnung). Er wurde als Spieler des Jahres und bester Verteidiger der Great Lakes Valley Conference ausgezeichnet.
Mitte Juli 2019 wurde er vom deutschen Zweitligisten Uni Baskets Paderborn unter Vertrag genommen. Er brachte es in seinem ersten Jahr als Berufsbasketballspieler auf 18,3 Punkte je Begegnung, zudem bereitete er im Schnitt 7,1 Korberfolge seiner Nebenmänner vor, verbuchte 2,6 Ballgewinne sowie 5,5 Rebounds je Begegnung. Er wurde in einer Abstimmung der 2. Basketball-Bundesliga zum besten ProA-Spieler der Saison 2019/20 gewählt. Seine guten Leistungen in Paderborn brachten ihm einen Vertrag beim finnischen Erstligisten Helsinki Seagulls ein, den er während der Sommerpause 2020 unterzeichnete. In 31 Spielen in der Korisliiga erreichte McCullum 14,5 Punkte je Begegnung, holte 5,1 Rebounds pro Partie und bereitete je Spiel im Durchschnitt sieben Korberfolge seiner Nebenleute vor. Sein nächster Verein wurden die Gießen 46ers in der deutschen Bundesliga. Für die Mittelhessen erzielte der Spielgestalter in der Saison 2021/22 im Schnitt 15,6 Punkte je Begegnung, seine 7,4 Korbvorlagen und 2,4 Ballgewinne pro Partie waren Bundesliga-Höchstwerte. Nach dem Abstieg mit Gießen holten ihn die Hamburg Towers im Sommer 2022, womit McCullum in der höchsten deutschen Spielklasse blieb.
In der Bundesliga kam er bis auf 20 Einsätze für die Hamburger und war mit 15,8 Punkten je Begegnung bester Korbschütze der Mannschaft. Ende Februar 2023 trennte er sich von Hamburg und setzte seine Laufbahn in Litauen bei BC Rytas fort. Zum Spieljahr 2023/24 ging McCullum zum israelischen Erstligisten Maccabi Ironi Ramat Gan. Er bestritt zwei Spiele für die Mannschaft, Ende Oktober 2023 meldete der polnische Erstligist Śląsk Wrocław die Verpflichtung des US-Amerikaners. Im Januar 2024 kehrte McCullum zu Maccabi Ironi Ramat Gan zurück.
Im Sommer 2025 wurde McCullum von Promitheas Patras aus Griechenland verpflichtet.

## Nationalmannschaft
McCullum wurde Nationalspieler des Südsudan und nahm 2025 an der Afrikameisterschaft teil.